# Iziaslau I de Kiev
Iziaslau I de Kiev (1024 - 3 de outubro de 1078) foi um nobre da Rússia de Quieve que reinou como príncipe de Turóvia, príncipe de Novogárdia Magna desde 1052, em sucessão a seu irmão, e grão-príncipe de Quieve desde 1054, em sucessão a seu pai. Foi deposto em Kiev por uma multidão, que insatisfeita pela sua recusa em atacar os cumanos, libertou o príncipe Useslau da prisão e proclamou-o grão-príncipe em setembro de 1068, forçando Iziaslau a fugir à Polónia. Foi restaurado em 1069 com a ajuda do rei Boleslau II da Polónia, mas deposto novamente em 1073 por seu irmão mais novo, Esvetoslau, sendo de novo restaurado em 1077, após a morte deste. Respondeu ao pedido de ajuda de seu irmão, o príncipe Usevolodo, por apoio militar contra seu sobrinho Olegue Esviatoslaviche, a quem derrotam a 3 de outubro de 1078 em Nijyn perto de Chernigov.

## Relações familiares
Foi o filho de Jaroslau I, o Sábio e de Ingegerda da Suécia, filha do rei Olavo, o Tesoureiro e de Estrida. Casou com Gertrudes da Polónia.